# Luis Pérez-Sala
Luis Pérez-Sala Valls-Taberner, född 15 maj 1959 i Barcelona, är en spansk racerförare. 

## Racingkarriär
Pérez Sala tävlade i det italienska F3-mästerskapet 1985 innan han gick till formel 3000 där han övertygade ännu mer. Han vann loppen på Enna-Pergusa och Birmingham Circuit i Pavesi 1986 och på Donington Park och Le Mans i Lola 1987. Han slutade tvåa i formel 3000-mästerskapet 1987. 
Pérez Sala körde sedan i Formel 1 för Minardi säsongerna 1988 och 1999. Hans bästa resultat var sjätteplatsen i Storbritannien 1989. Efter Formel 1-karriären tävlade Pérez-Sala i det spanska standardvagnsmästerskapet, vilket han vann 1993.

## Efter aktiva karriären
Den 15 december 2011 tog Pérez-Sala över rollen som teamchef i HRT F1 Team i Formel 1, när Colin Kolles avgick.

## F1-karriär
| Säsong | Stall/Tillverkare | Poäng | Placering |
| ------ | ----------------- | ----- | --------- |
| 1988   | Minardi-Ford      | 0     | –         |
| 1989   | Minardi-Ford      | 1     | 26        |